# أغاثا الصقلية

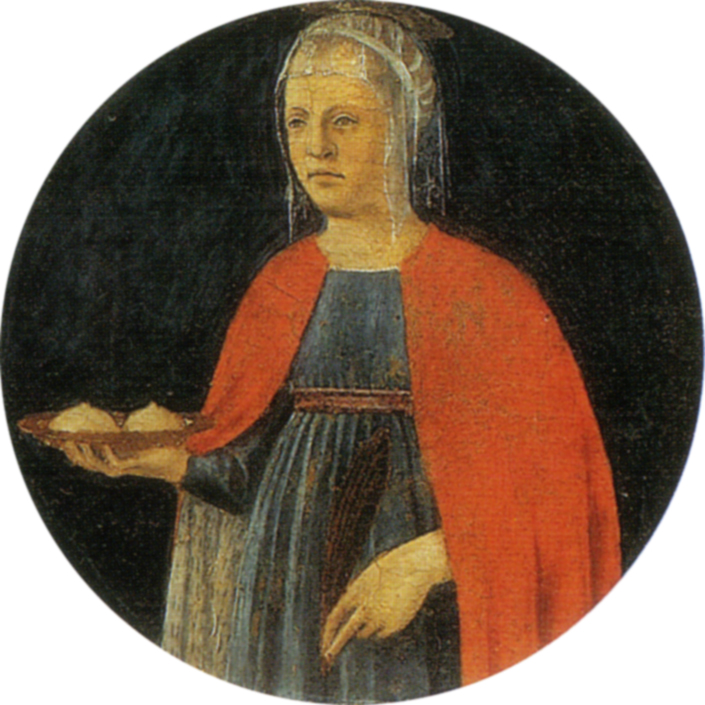
القديسة أغاثا الصقلية

القديسة أغاثا الصقلية (بالإيطالية: Saint Agatha of Sicily) وهي قديسة مسيحية وشهيدة عذراء ولدت في سنة 231 في مدينة كاتانيا في إيطاليا وتوفيت في سنة 251 بعد أن لاقت التعذيب بسبب مسيحيتها وعدم اعتناقها للوثنية الرومانية ومنها تقطيع حلمات صدرها، وهي قديسة شفيعة لموليزي ومالطا وسان مارينو وفي محافظة شقوبية، حيث أنها قديسة في الكنيسة الرومانية الكاثولكية والكنيسة الشرقية الأرذثوكسية والكنيسة الأرثوذكسية المشرقية وهي واحدة من 7 قديسات عذراوات مع مريم العذراء ويحتفل بذكراها في يوم 5 فبراير من كل سنة ويوجد لها مكان مقدس في جبل إتنا ويقصده العديد من المرضى والمصابين بالسرطان.

## معرض صور

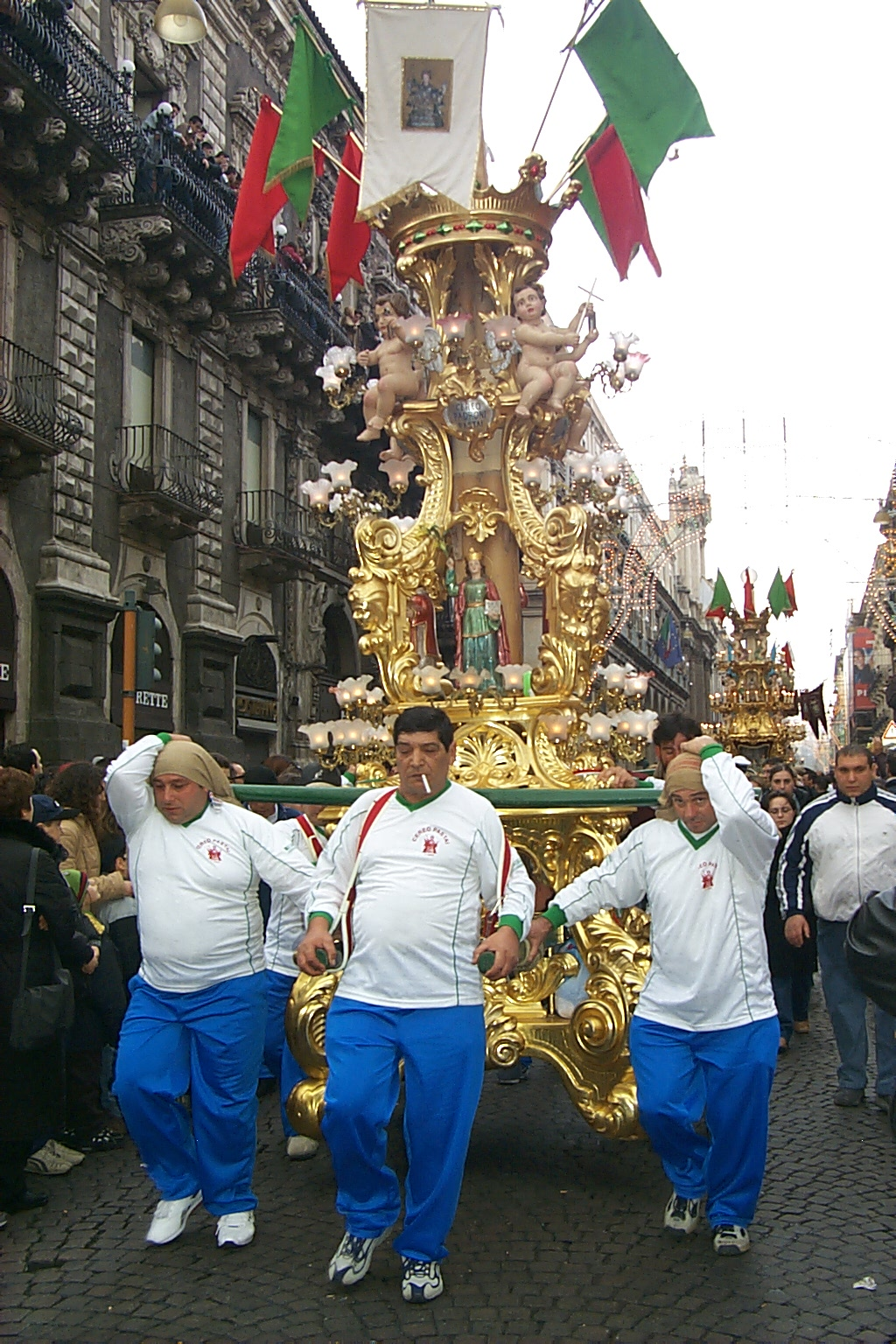
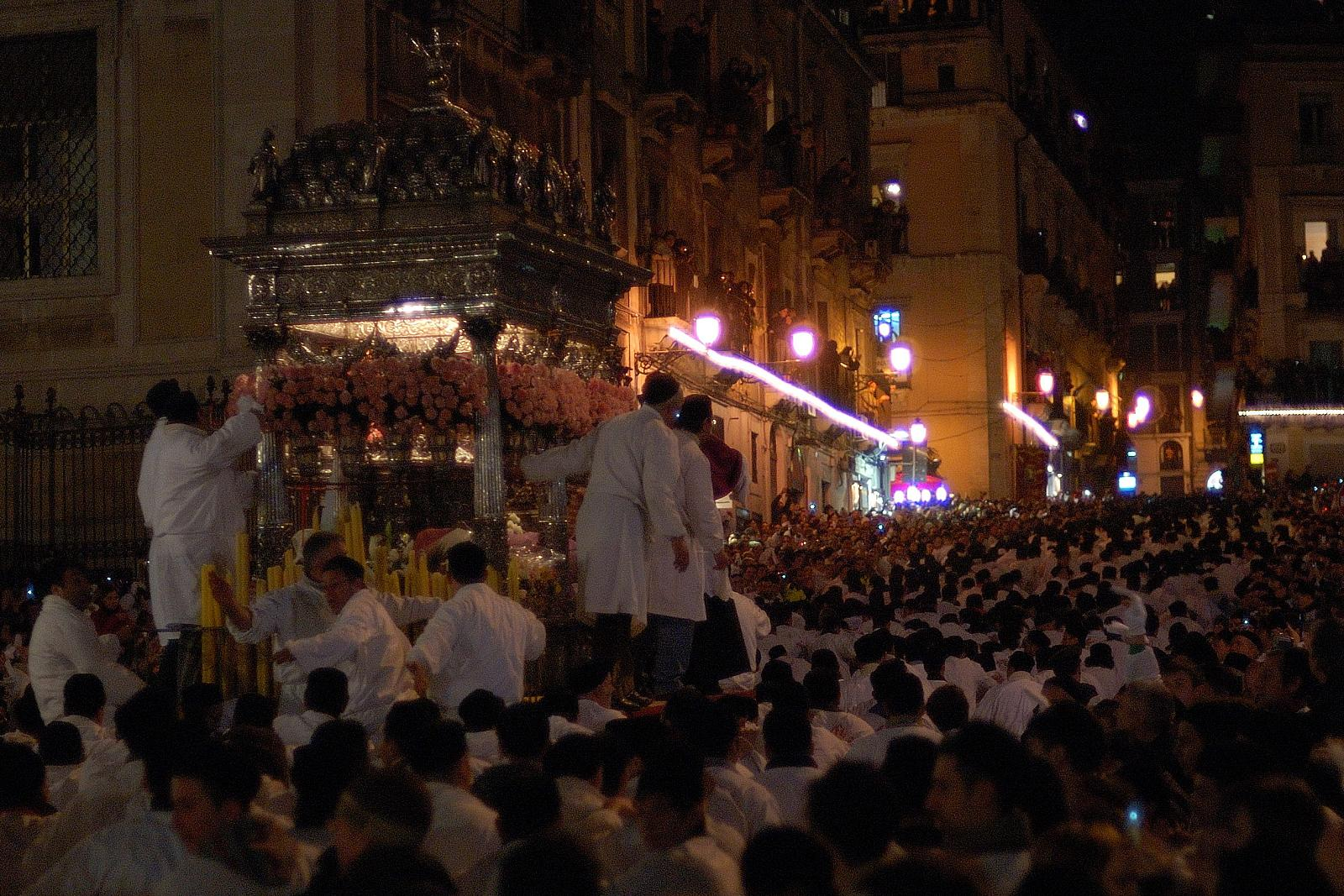
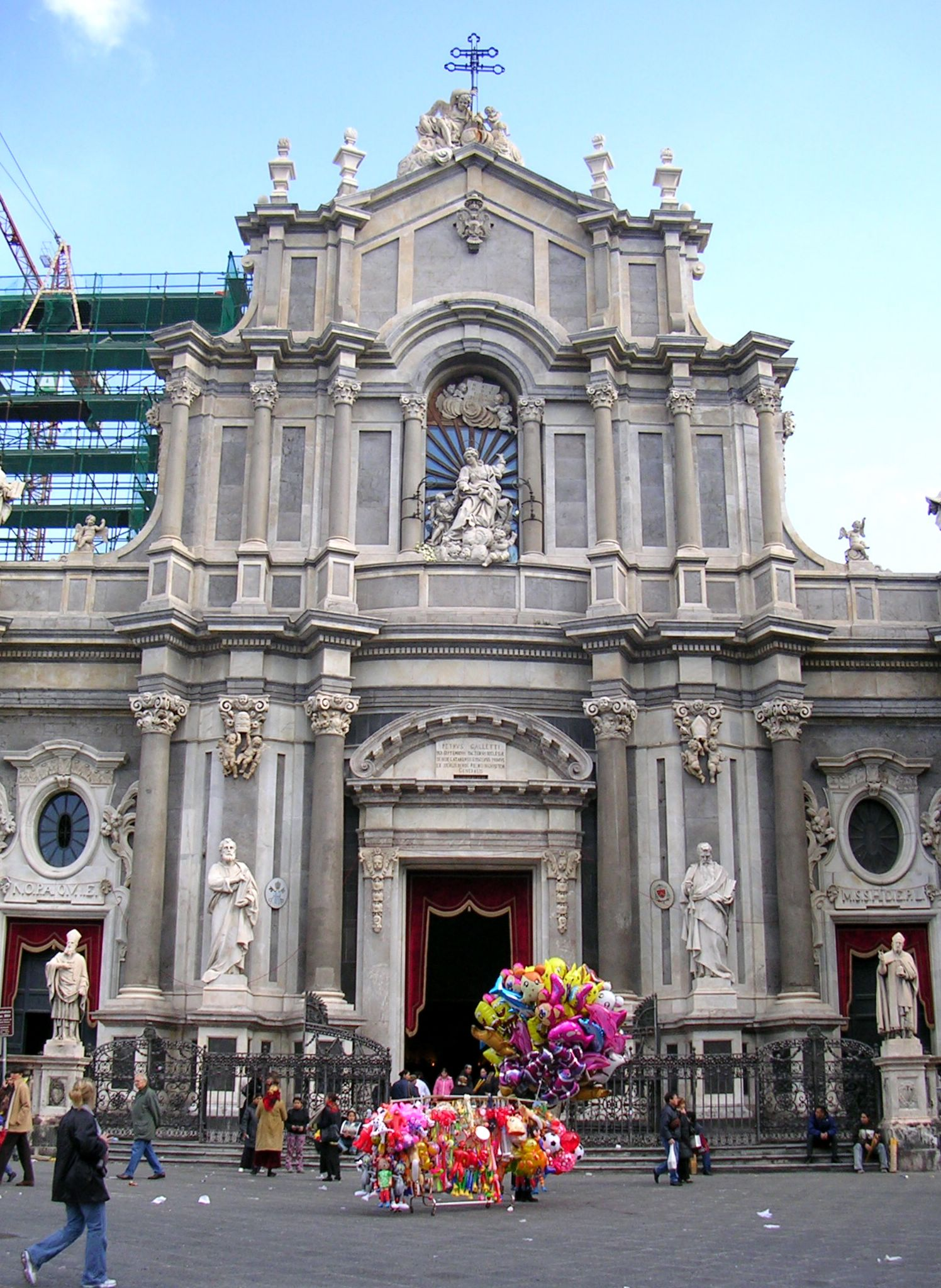
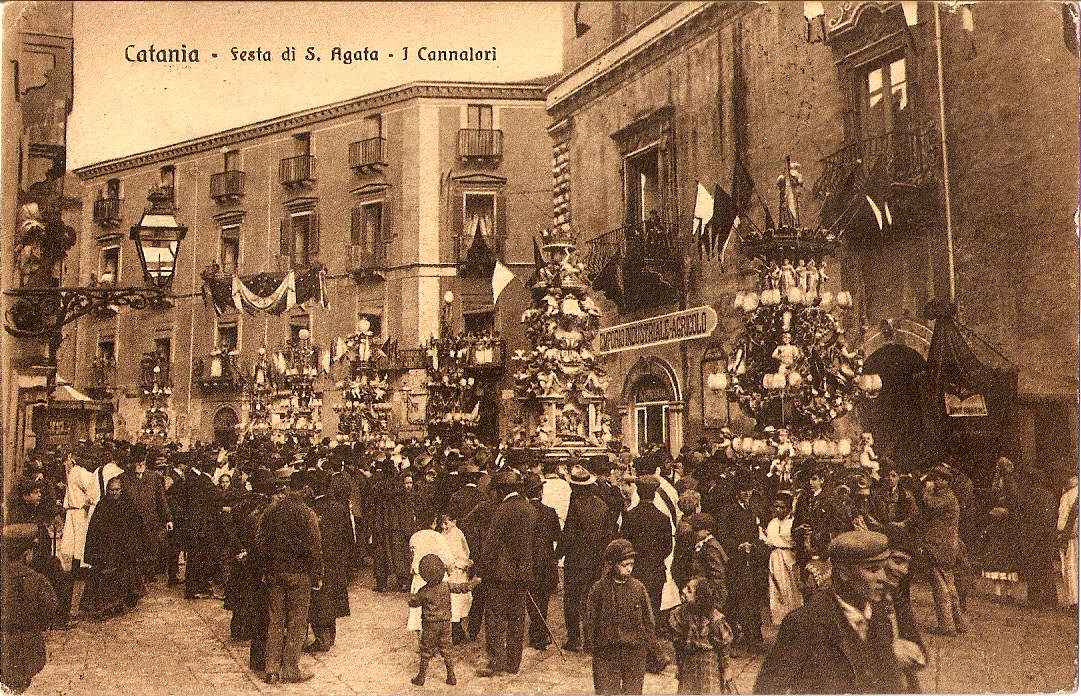